# Pseudosarbia
Pseudosarbia är ett släkte av fjärilar. Pseudosarbia ingår i familjen tjockhuvuden.
Kladogram enligt Catalogue of Life:
| Pseudosarbia | \| \| Pseudosarbia flavofasciata \| \| \| \| \| \| Pseudosarbia phoenicola \| \| \| \| |
|              | \| \| Pseudosarbia flavofasciata \| \| \| \| \| \| Pseudosarbia phoenicola \| \| \| \| |
|              | Pseudosarbia flavofasciata                                                             |
|              |                                                                                        |
|              | Pseudosarbia phoenicola                                                                |
|              |                                                                                        |